# 端川市
端川市（：／ Tanchŏn si */?）位於朝鮮民主主義人民共和國咸鏡南道，濒临東海。人口約360,000。有著豐富的礦產資源，出产铅锌矿、钴矿及菱镁矿，还有菱镁矿加工厂、端川冶炼厂及检德矿业集团等工矿企业:26-27。
交通方面，端川市有咸鏡線鐵路貫通其與清津市和咸興市。还有主要用于出口矿产的端川港:27。
另外，該市大興洞有備受爭議的大興集中營，其中容納有北韓政治犯和經濟犯。